# سيدريك دي لا لوما
سيدريك دي لا لوما (بالفرنسية: Cédric De La Loma)‏ هو لاعب كرة قدم فرنسي في مركز الوسط، ولد في 14 أبريل 1984 في تولوز في فرنسا. لعب مع نادي إيفيان ونادي كاسي كارنو ونادي موناكو ونادي نيون.

## وصلات خارجية
- سيدريك دي لا لوما على موقع قاعدة بيانات كرة القدم.إي يو (الإنجليزية)
- سيدريك دي لا لوما على موقع Soccerway.com (الإنجليزية)